# Rostislav Varaďa
Rostislav Varaďa (* 4. února 1992, Brno, Československo) je český fotbalový záložník, momentálně působící v SK Ajax Dyjákovice, který v tomto roce postoupil do okresního přeboru Znojmo.

## Klubové statistiky
Aktuální k 26. května 2012
| Sezona | Klub                | Země  | Soutěž   | Zápasy | Góly |
| ------ | ------------------- | ----- | -------- | ------ | ---- |
| 10/11  | FC Zbrojovka Brno B | Česko | MSFL     | 1      | 0    |
| 11/12  | FC Zbrojovka Brno B | Česko | MSFL     | 23     | 0    |
|        | FC Sparta Brno      | Česko | Divize D | 3      | 0    |
|        | celkem              |       |          | 27     | 0    |